# 船原 (伊丹市)
船原（ふなはら）は、兵庫県伊丹市の町名。現行の行政地名は船原一丁目から船原二丁目。住居表示実施済み区域。2011年（平成23年）10月1日現在の人口は745人。郵便番号664-0896。

## 地理
伊丹市中央部。北を桜ケ丘、北東を清水、東を宮ノ前、南東を中央、南を西台、西を行基町、北西の一点を千僧と接する。
町内の全域が伊丹市立伊丹小学校および北中学校の校区に属する。

## 歴史
1975年（昭和50年）、大字伊丹および大鹿の一部を分離して住居表示を実施し、船原1〜2丁目の町丁を設定した。

### 地名の由来
旧大字伊丹の小字より命名された。

## 交通
2丁目の南西に兵庫県道331号線と334号線の交差点がある。町内に鉄道駅およびバスの停留所は設置されていないが、阪急伊丹線伊丹駅および駅北口にある伊丹市交通局のバスターミナルに至近。

## 施設
- 伊丹市立伊丹小学校
- 伊丹船原郵便局
- 伊丹市営斎場
- 菩提寺

船原に伊丹市の共同利用施設（公民館）は無く、西台2丁目の西台センターが最寄りの施設となる。また、選挙の投票所には伊丹小学校が使用される。